# Alfonso Arriaga Adam
Alfonso Arriaga Adam (La Habana, Cuba, 25 de marzo de 1883-El Ferrol, 23 de julio de 1967) fue un marino español que llegó a ser Jefe del Estado Mayor de la Armada.

## Biografía
Nacido en La Habana en 1883, era hijo de Esteban Arriaga Amezaga y Francisca Adam Rodríguez. Tenía dos hermanos Eugenio y Esteban. Alfonso era el menor de los tres.
Ingresó en la Escuela Naval en 1897. Nombrado guardamarina en 1900, fue ascendido a alférez de fragata en 1902, de navío en 1903, y a teniente de navío en 1911. Posteriormente fue ascendido a capitán de corbeta, rango en el que permaneció ocho años. Entre 1924 y 1925, siendo capitán de corbeta, estuvo al mando del Destructor Villaamil. Posteriormente fue ayudante mayor del ministerio de Marina.
Más tarde fue ascendido a capitán de fragata, rango que ostentó durante seis años, luego capitán de navío, en el que permaneció hasta 1940. Ese mismo año alcanza el grado de contralmirante y también es nombrado Comandante Naval de Canarias, puesto que desempeñó hasta 1942, cuando fue nombrado Jefe del Estado Mayor de la Armada, la cima de su carrera militar. Dicho cargo lo ostentó hasta 1951.
En 1945 es ascendido a Almirante. En 1951 pasó a la reserva.
Fue procurador en Cortes, por designación directa del Jefe del Estado, Francisco Franco, entre 1943 y 1951.
Falleció a los 84 años el 23 de julio de 1967 en Madrid, siendo decano de la Marina de Guerra. Fue enterrado en el cementerio de Catabois. Al sepelio asistió Pedro Nieto Antúnez, ministro de Marina en aquel momento.

## Vida privada
Estuvo casado en primeras nupcias con Amparo de Guzmán. Tras el fallecimiento de esta, se casó en segundas nupcias con Dolores Gironella. De su primer matrimonio tuvo cuatro hijos: Amparo, María Julia, Alfonso y Carlos. Su hijo Carlos siguió los pasos de su padre e ingresó en la Armada llegando al rango de comandante general de la Infantería de Marina Española. De su segundo matrimonio tuvo una hija: María de los Ángeles.

## Condecoraciones
- Cruz de 1.ª clase del Mérito Naval, con distintivo blanco (1916).[11]
- Gran Cruz del Mérito Naval, con distintivo blanco (1943).[12]
- Gran Cruz de la Orden de Isabel la Católica (1944).[13]